# Viadukt Sylans
Viadukt Sylans (francouzsky Viaduc de Sylans) je most na dálnici A40 ve Francii (která vede z města Mâcon na západě do oblasti Passy na východě), v departementu Ain. S 1266 metry jde o nejdelší most na této dálnici a při výstavbě byly použity nové konstrukční a stavební postupy. Výstavba je zdokumentována ve filmu Dálnice lámající rekordy. Jen asi 450 metrů západně se nachází konstrukčně velmi podobný, ale výrazně kratší (214 metrů) Viadukt Glacières.

## Popis a výstavba
Viadukt Sylans je úsek dálnice A40 jen asi šest kilometrů východně od obce Nantua, v departementu Ain, ve francouzském regionu Auvergne-Rhône-Alpes. Jen o pár kilometrů dále, přes údolí přímo u obce Nantua byl postaven další, nepatrně kratší (1003 metrů), ale daleko vyšší viadukt Nantua, na který bezprostředně navazuje 3300 metrů dlouhý tunel Chamoise, největší na celé dálnici A40.
Viadukt Sylans není na první pohled tak velkolepý, jako viadukt Nantua, ale umístění mostu na prudkém severním svahu nad jezerem, který je navíc tvořen nestabilními štěrkovými usazeninami, které se neustále sesouvají směrem k jezeru, si vyžádalo využít všech tehdy známých technických znalostí a použít nové konstrukční a stavební metody. 
Podloží nemělo dostatečnou únosnost, takže ani nebylo možné vztyčit potřebné stavební jeřáby nebo používat na jiných stavbách běžnou těžkou techniku. Přitom pro základy každého pilíře se musela vyhloubit studna o průměru čtyři metry a hloubce až 35 metrů (dokud skrze štěrk nebylo dosaženo pevného skalního podloží). Nakonec inženýři vymysleli a zkonstruovali unikátní zařízení, které šlo použít i v tomto nestabilním terénu.
Další inovace se týkali mostovky. Vzhledem k obtížnému vybudování základů mostu se projektanti snažili celkovou hmotnost konstrukce co nejvíce snížit, aby na pilíře a základy působila menším tlakem. Způsob odlehčení zejména bočnic mostovky při zachování nezbytné pevnosti navrhl francouzský inženýr Pierre Richard ve spolupráci s Bogumilem Serafinem (ušetřeno kolem 30 % hmotnosti). 
Místo tradičního řešení příhradové konstrukce s lichoběžníkovým průřezem navrhli nové řešení s křížovým žebrováním přibližně ve tvaru písmen X (v příčném řezu vzniká konstrukce ve tvaru W), které současně dodává mostu charakteristický vzhled (viz obrázky). Podobná unikátní konstrukce byla později použita jen jednou, v Saúdské Arábii.
Dále bylo mimo jiné nutné odstranit porost na útesech nad mostem a ukotvit všechny zvětralé balvany ke skále pomocí osmimetrových ocelových tyčí, což bylo náročné i pro zkušené horolezce. Poté se provedla ještě injektáž betonem a útes byl pokryt ochrannou ocelovou sítí. Navíc pevné ploty nad dálnicí mají zachytit případné balvany, které by se přece jen uvolnily. Kromě toho byly instalovány speciální senzory, které by v případě nutnosti okamžitě zastavily provoz na dálnici.  
Příhradový most z předpjatého betonu postavila francouzská společnost Bouygues v letech 1986–1989. Stejně jako u viaduktu Nantua jde vlastně o dva souběžné mosty (pro každý směr dálnice zvlášť) s více oblouky, přibližně do tvaru písmena S. A vzhledem k již zmíněné poloze na svahu nad jezerem Lac de Sylans jako tzv. svahový most, je severní mostovka až o několik metrů výše než jižní (viz též obrázky). Navazující kratší Viadukt Glacières byl postaven stejnou stavební společností a prakticky stejnou technologií. Pod dálnicí, mnohem níže a prakticky podél břehu jezera vede ještě starší silnice nižší kategorie D 1084.

## DokumentDálnice lámající rekordy
Výstavba dálnice A40, zejména právě viaduktu Sylans a nedalekého viaduktu Nantua společně s navazujícím tunelem Chamoise, tvoří významnou část francouzského dokumentárního filmu Dálnice lámající rekordy, francouzský název (Le génie français:) Les Routes de tous les records, režie Alex Gary. Česká televize dokument odvysílala v květnu 2025 jako součást cyklu dokumentů pod alternativním českým názvem Francouzské megaprojekty: Dálnice, a do 4. června 2025 je dostupný také v iVysílání.

## Zajímavost

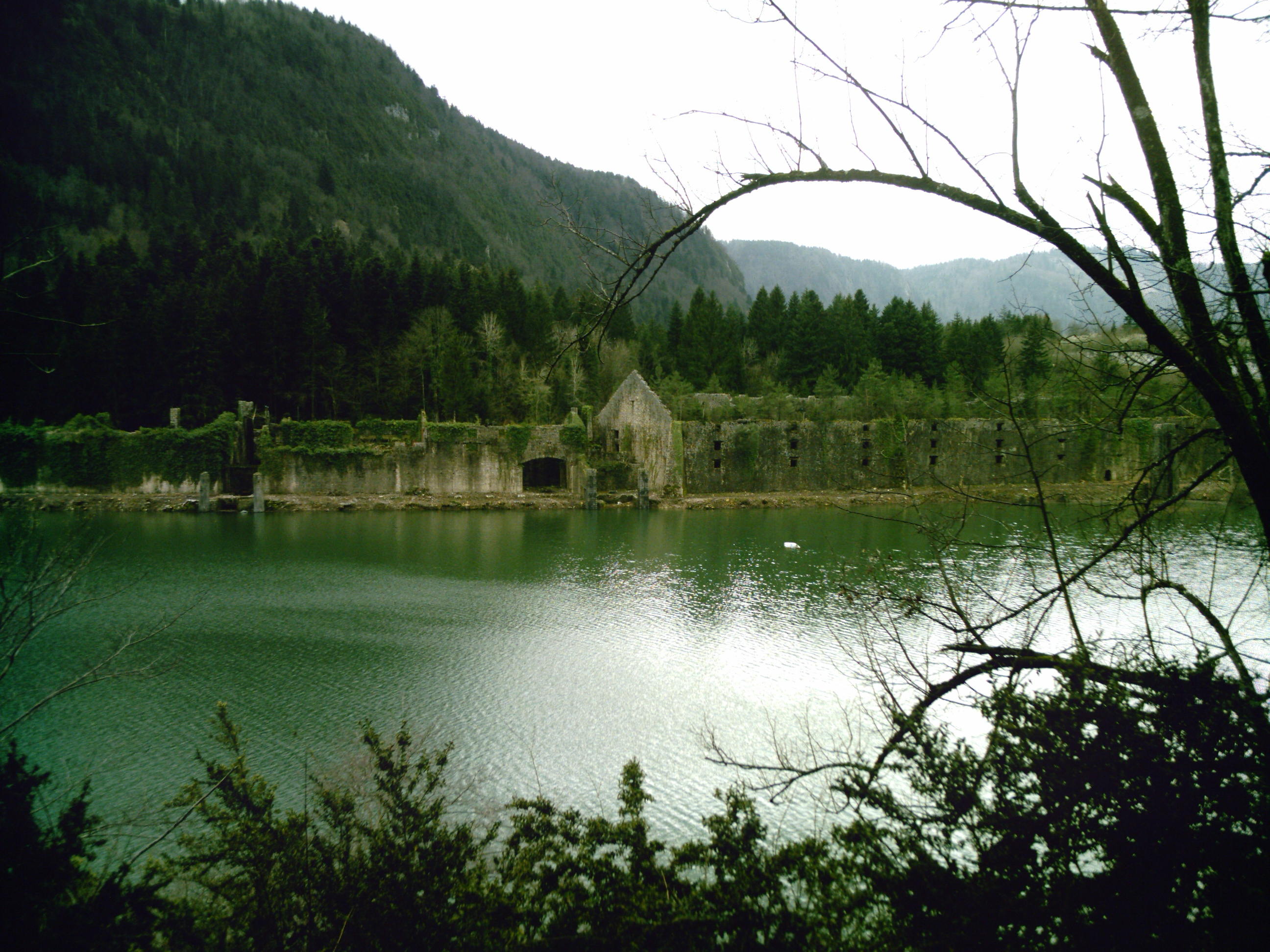
Zbytky ledáren u jezera jsou dobře dostupné z parkoviště u mostu

V druhé polovině 19. století byla u západního pobřeží jezera Lac de Sylans vybudována ledárna. Led z horského jezera byl velmi čistý, takže se využíval nejen pro tehdy obvyklé chlazení skladovaných potravin a nápojů, ale bylo možné ho použít také přímo do nápojů. Ledařství tak prosperovalo a bylo rozšiřováno, až se stalo jedním z největších ve Francii. Po otevření železniční trati La Cluse – Bellegarde v roce 1882, která vede podél jižního břehu jezera, odjíždělo denně 20 až 30 vagonů do Paříže, Lyonu, Marseille, Toulonu a dokonce až do Alžíru.
Po roce 1910 se však začala rozšiřovat výroba umělého ledu a také ledniček. To spolu s mírnými zimami v letech 1911 až 1913 a první světovou válkou vedlo v roce 1917 k zániku ledárny, v roce 1925 byly budovy prodány a postupně se z nich staly trosky. Mnohem později však proběhly určité konzervační práce a lze tak aspoň zčásti získat představu, jak ledárny vypadaly. Na mapy.cz jsou tyto zbytky budov ledáren Glacières de Sylan označeny jako Grande glacière a Petite glacière (Velká a malá ledárna). 
U západního konce viaduktu Sylans je tak nejen dálniční exit 9 (sloužící pro napojení silnice D 1084 na dálnici), ale také rozsáhlý komplex více než 10 parkovišť po obou stranách dálnice, ze kterých lze k ledárnám dojít. Případně lze sjet na další parkoviště pod silnicí D 1084, ze kterého to je ke zbytkům budov méně než 100 metrů.

## Fotogalerie

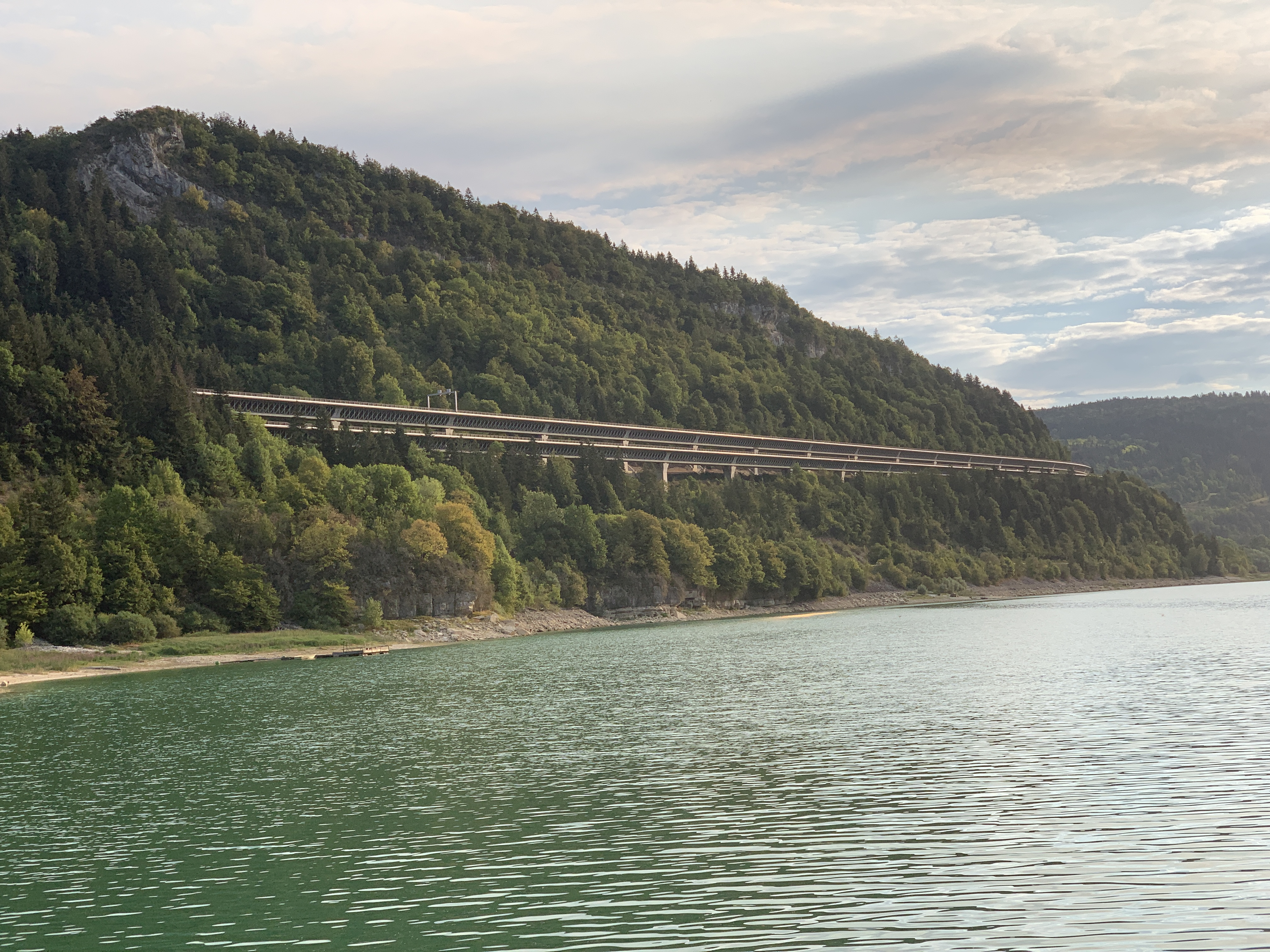
Pohled na část viaduktu přes jezero Sylans.
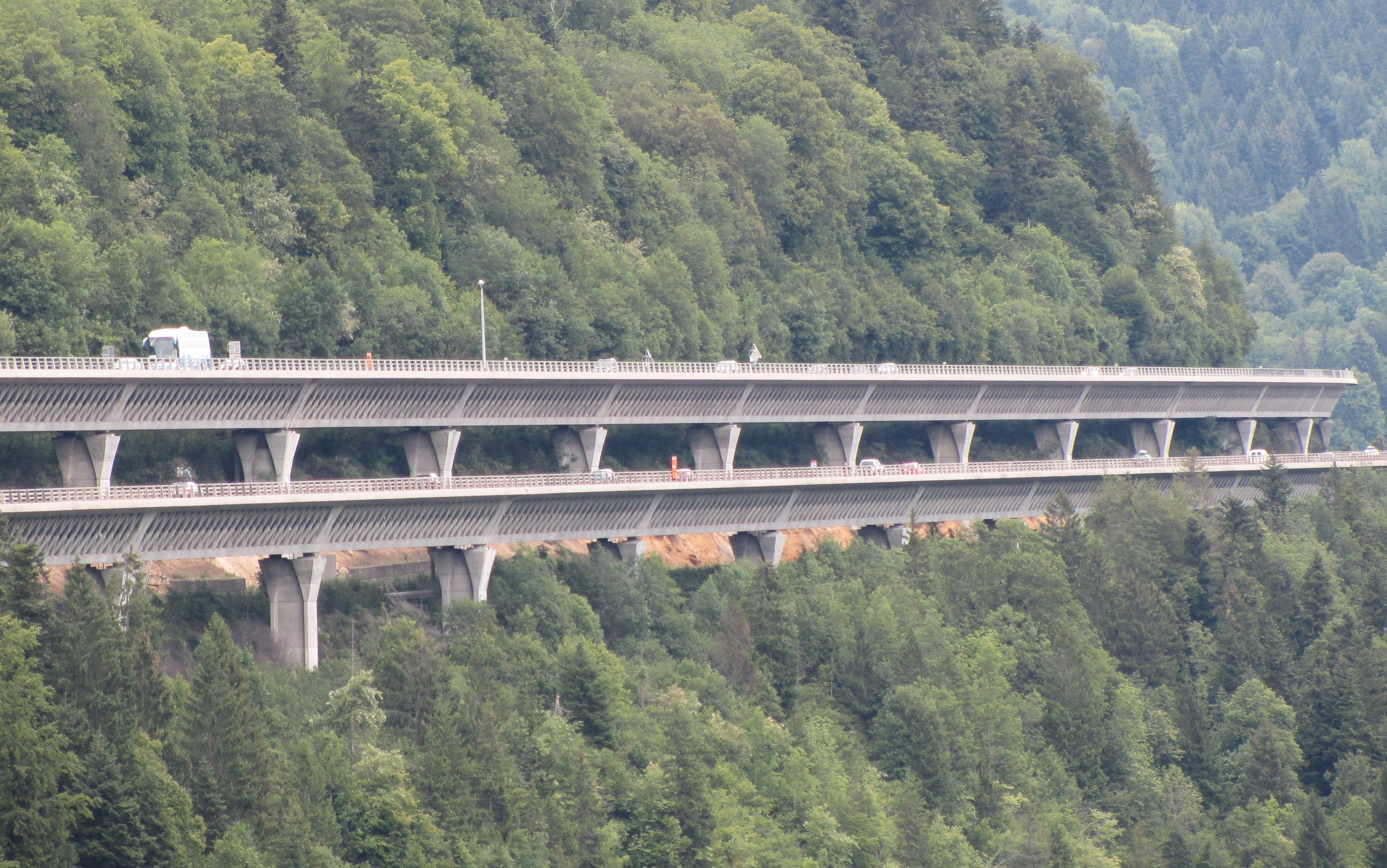
Nově vyvinuté křížové žebrování ušetřilo 30 % hmotnosti.
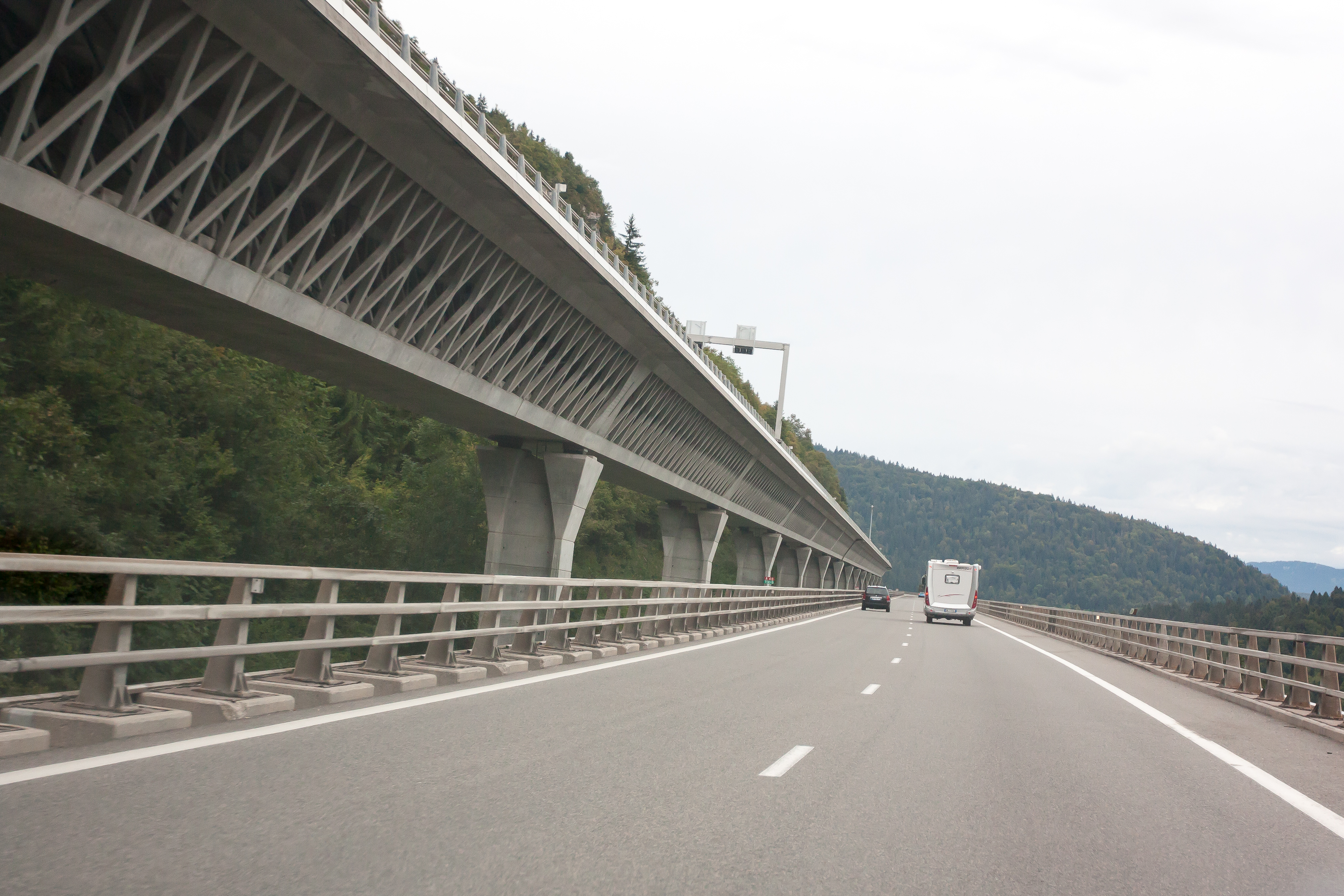
Severní (horní) viadukt z vozovky jižního.